# Кеплавік
Кеплавік (ісл. Keflavík, вимова: ˈcʰɛplaviːkʰ) — місто на півострові Рейк'янесскаґі, південно-західна Ісландія.
Населення — 8169 осіб (2007). З 1994 року місто входить в єдиний муніципалітет Рейк'янесбаїр, де проживає 13256 осіб (2007). Кеплавік розташований за 30 км на захід від столиці країни Рейк'явіка (автодорогою — близько 50 км), у місті є гавань, поблизу міста — однойменний міжнародний аеропорт. До 2006 року в місті знаходився штаб Збройних сил Ісландії. За 10 км на південь від Кеплавіка розташоване місто Ґардур.

## Історія
Поселення було засновано в XVI столітті. Тривалий час основою економіки було рибальство.
З 1940-х років на території Кеплавіка базувалися американські війська, які з 1941 року взяли на себе оборону Ісландії та отримали право будувати військові бази за умови, що після закінчення війни всі іноземні війська залишать країну. 1946 року влада США звернулися до ісландському уряду з проханням про довгострокову оренду баз в Кеплавіку та інших місцях. Оулав Торс, що був тоді прем'єр-міністром, проводив з американцями активні переговори про скасування договору про оборону 1941 року й заміну його новим, за яким США зобов'язалися б вивести війська з території острова протягом півторарічного терміну та передати Ісландії аеродром в Кеплавіку. Водночас їм дозволялося користуватися аеродромом та тримати там обслуговчий персонал, поки американські війська будуть дислоковані в Німеччині. Цей договір передбачалося укласти на 5 років. Незважаючи на протидію ісландської громадськості, особливо профспілок, він був ратифікований в парламенті 32 голосами проти 19.
1950 року у зв'язку з початком корейської війни США почали чинити тиск на уряд Ісландії з метою отримання згоди на розміщення на території острова своїх військ під егідою НАТО. У результаті 5 травня 1951 року між Ісландією та Сполученими Штатами був підписаний оборонний договір відповідно до статуту НАТО. Ісландія надавала територію та необхідну інфраструктуру, а Сполучені Штати брали на себе організацію її воєнної безпеки. Новий договір передбачав також, що кожна сторона має право вимагати його перегляд, і, якщо через 6 місяців згоди не буде досягнуто, через 12 місяців договір припиняє свою дію.
2006 року у зв'язку з припиненням терміну дії договору американські війська покинули авіабазу в Кеплавіку. Вся інфраструктура, що залишилася, була передана ісландській владі.

## Спорт
Зі спортивних команд міста відомий футбольний клуб «Кеплавік», чотириразовий чемпіон країни, відомий за виступами в єврокубках.

## Галерея

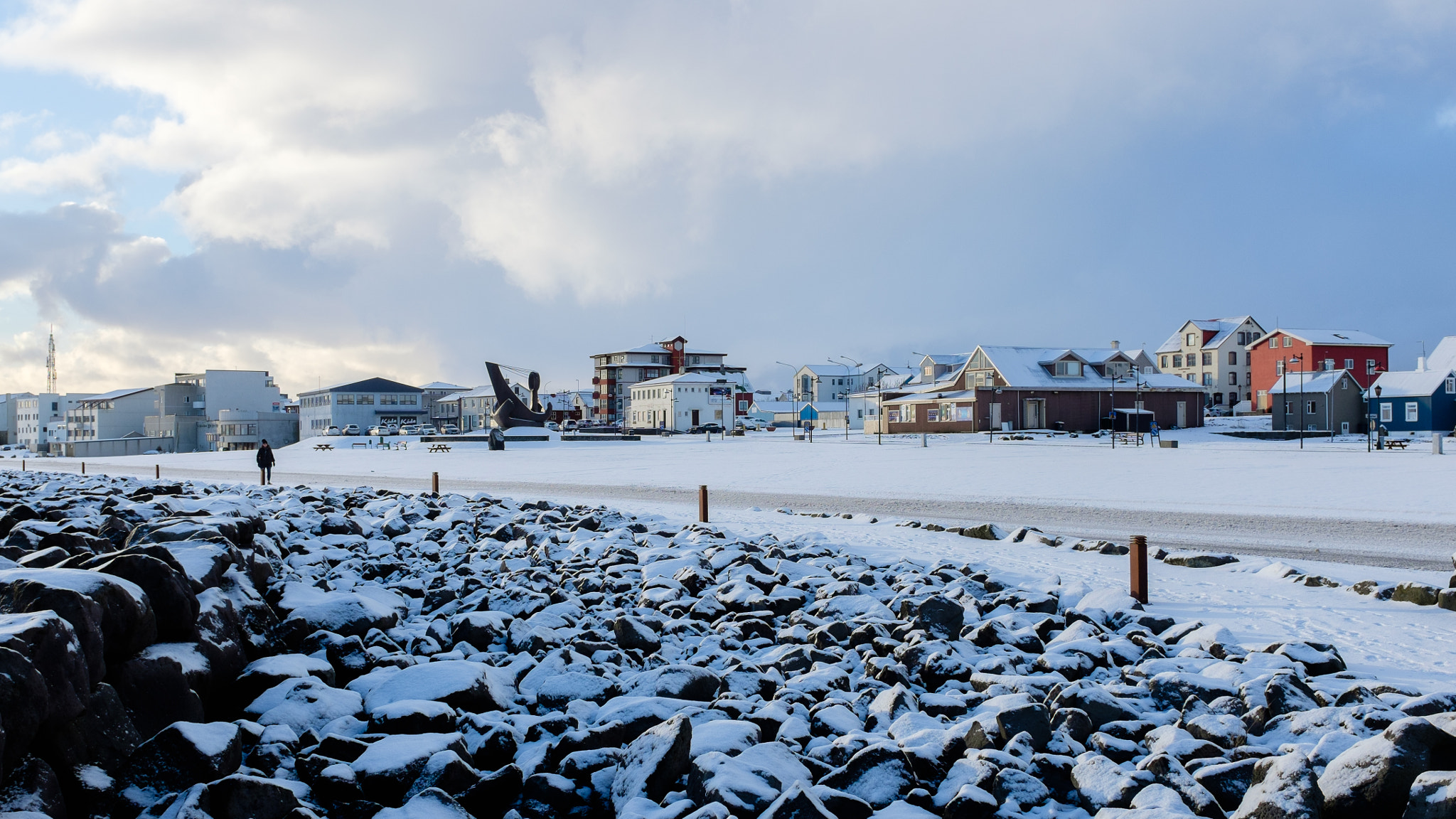
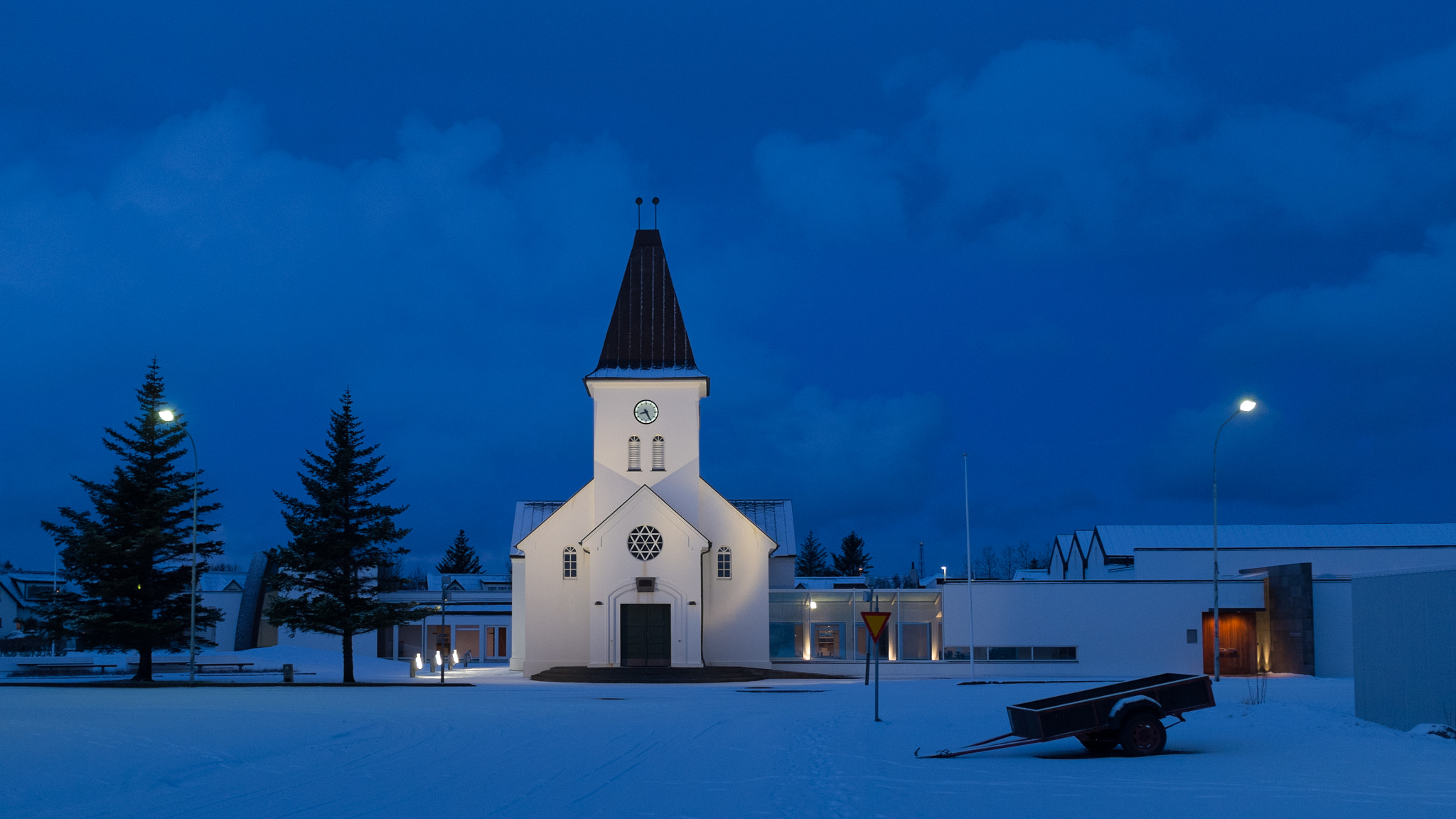
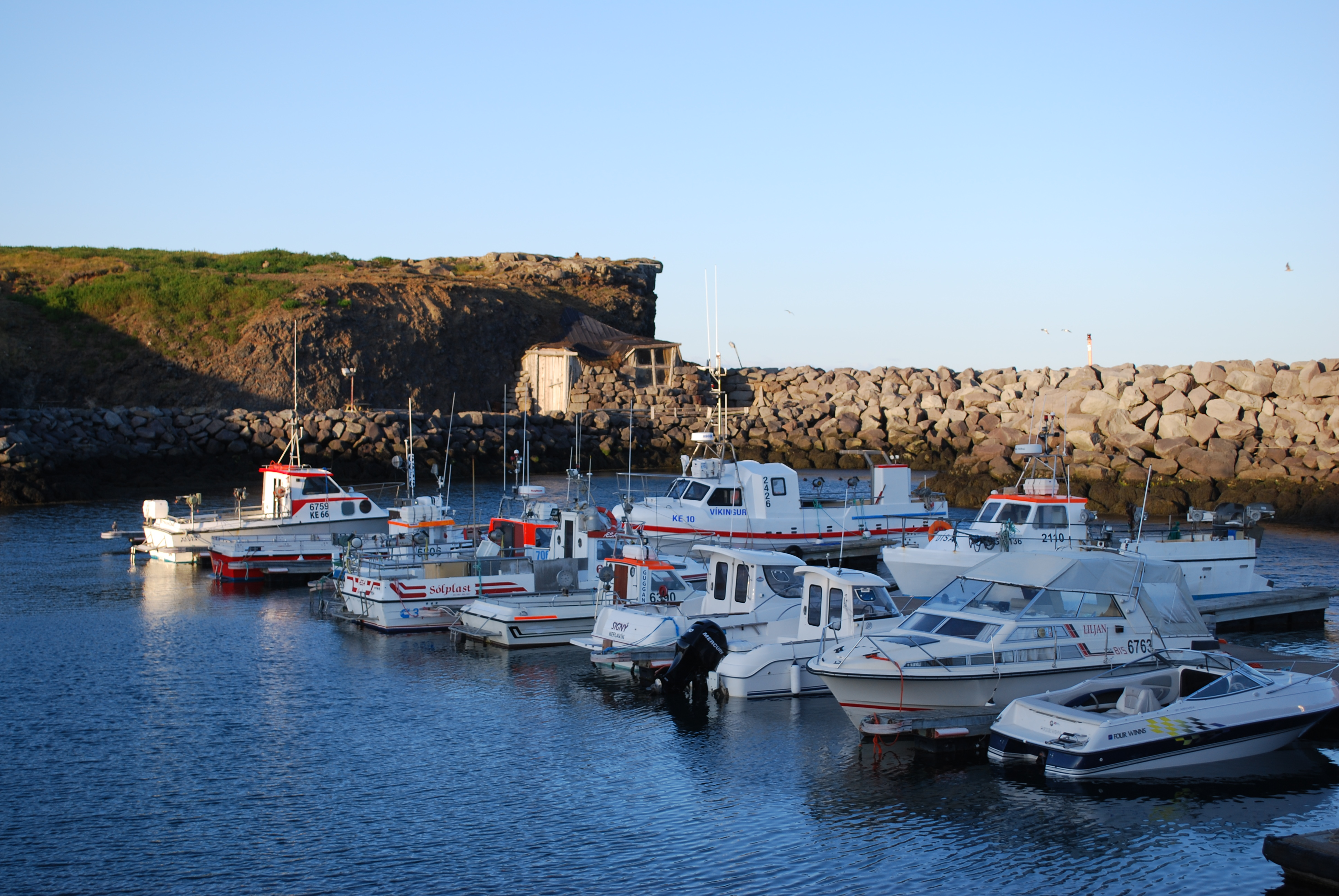
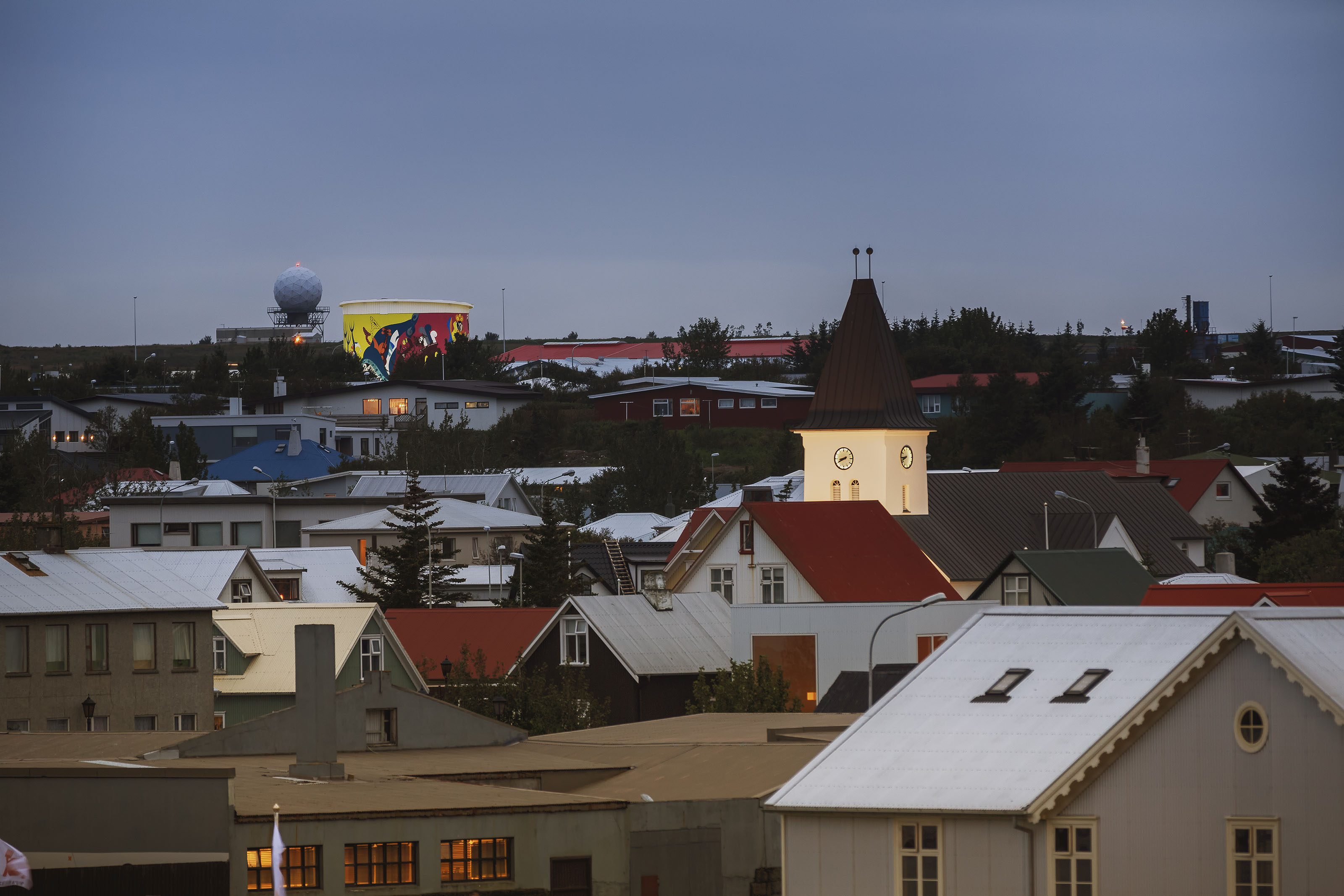
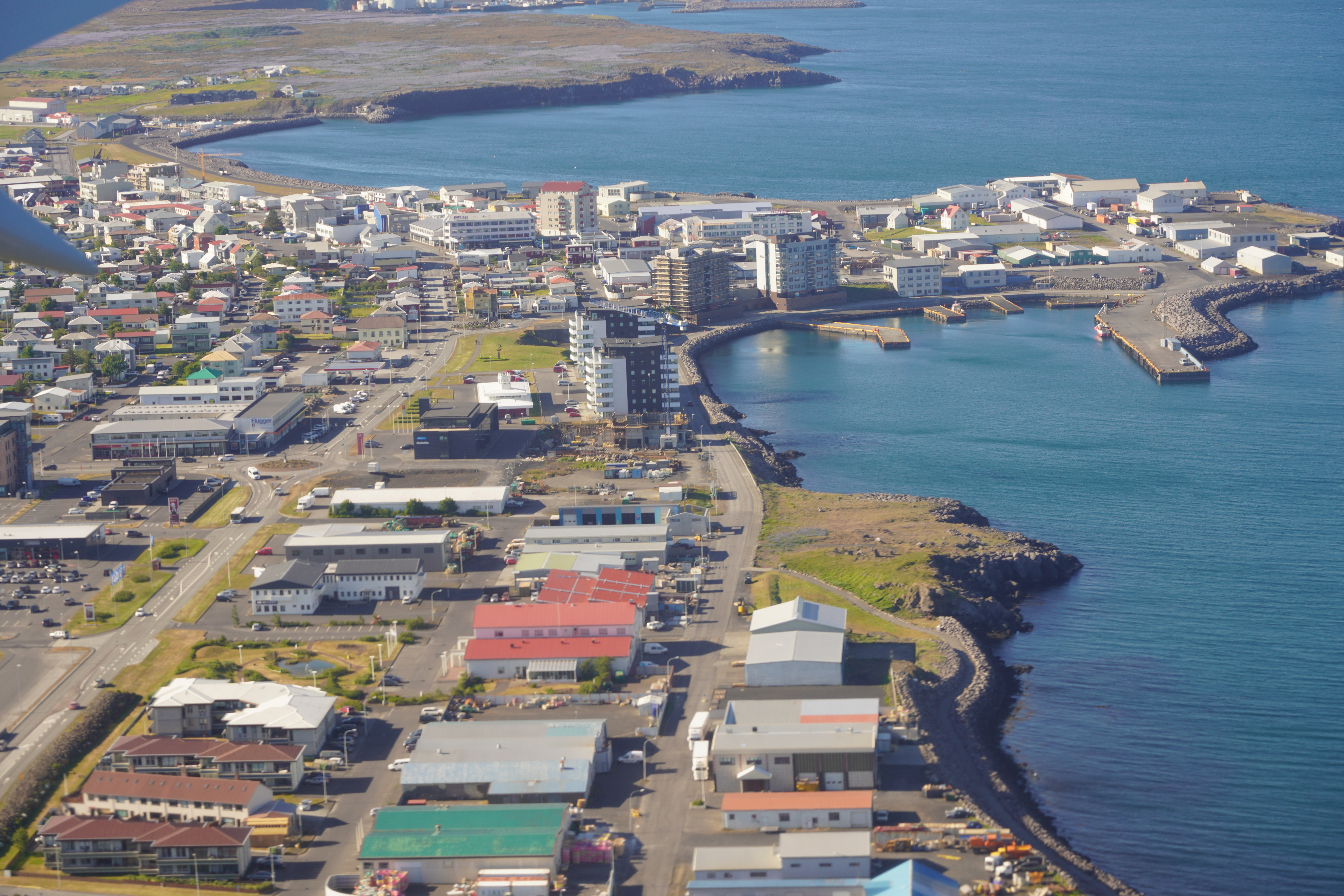